# Ernst Guenter Erich Kaschik
Ernst Guenter Erich Kaschik (* 16. Januar 1932 in Posen, Polen; † 15. Mai 2000 in Windhoek) war ein namibischer Ökonom und Politiker. 

## Leben
Kaschik studierte Ökonomie in Deutschland und war als Wirtschaftsprüfer und Buchhalter tätig, unter anderem in der Kanzlei Priflinger & Roll. Kaschik war Vorsitzender des Chartered Valuer & Sworn Appraiser Supreme Court. Er war Geschäftsführer der SWA Building Society und weiterer Finanz- und Hotelunternehmen. 
1967 wurde er Stadtratsabgeordnerter der namibischen Hauptstadt Windhoek. Er war vom 19. März 1974 bis 1976 Bürgermeister von Windhoek.
Kaschik heiratete 1956 Ursula Roll; aus der Ehe gingen zwei Töchter hervor. Kaschik gehörte dem Round Table an. Er war Mitglied des Sport Klub Windhoek und Präsident des Windhoek Karnevals (WIKA).